# Медресе Кукельдаш (Бухара)
Медресе Кукельдаш (узб. Koʻkaldosh madrasasi) — двухэтажное среднеазиатское медресе, основанное в 1569 году в столице Бухарского ханства — Бухаре (ныне административный центр Бухарской области Узбекистана). Воздвигнуто при узбекском правителе Абдулла-хане II (1557—1598) на средства его молочного брата и близкого сподвижника — Кулбаба кукельдаша. Является самым крупным медресе в Средней Азии. Это также первое медресе с установленными лоджиями на боковых фасадах.
После установления советской власти в нём располагался офис М. В. Фрунзе, затем в разные время оно существовало под видом Бухкомстариса, Бухарского музея и Областного архива.
Медресе традиционно считается частью архитектурного ансамбля Ляби-хауз, как его самое раннее здание. В настоящее время оно входит в «Национальный перечень объектов недвижимости материального культурного наследия Узбекистана» и в список объектов всемирного наследия ЮНЕСКО (как часть «Исторического центра города Бухара»). Является объектом туристического сервиса и показа, где функционируют «Музей истории литературы Бухары», ремесленные мастерские, магазины товаров народного творчества.

## История

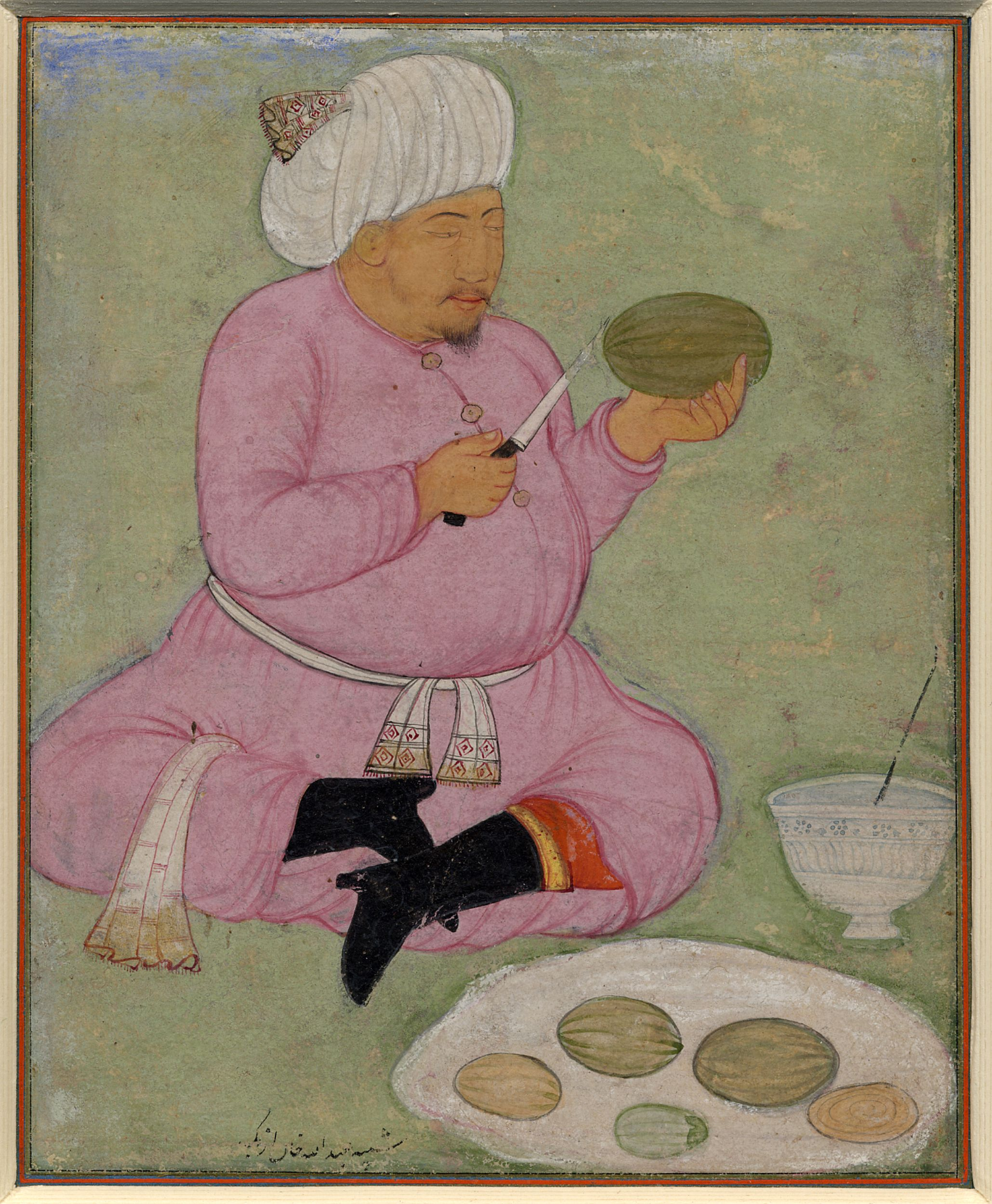
Портрет Абдулла-хана II Миниатюра. 1572 год.

В 1533 году Бухара становится вновь на несколько веков главным городом Мавераннахра, средоточием культурных сил и духовным центром мусульман суннитов. В годы правления Абдулла-хана II (1557—1598) столица была отстроена почти заново: она выросла примерно на одну треть и была обнесена новыми стенами с одиннадцатью воротами; на территории базаров возникли архитектурные ансамбли — своеобразные культово-общественные центры. Основным из донаторов строительства выступал, наряду самим Абдулла-ханом II, и наиболее влиятельный молочный брат хана Кулбаба кукельдаш.
Кулбаба кукельдаш был образованным человеком своего времени, известен как поэт и покровитель искусства. С его именем связаны возникновения нескольких медресе, караван-сараев и личных библиотек (китабхане) в центральных и крупных городах Бухарского ханства.
Бухарское медресе Кулбаба кукельдаша построено в 1568—1569 годах. Ему принадлежали вакфы, приносившие доходы (к примеру, бухарский караван-сарай донатора медресе — Сухта). По данным журнала «Шуро», издававшегося в Оренбурге, в начале XX века медресе Кукельдаш по своим доходам стояло в городе на третьем месте, после медресе Джафар-Ходжа и Гаукушан. Доходы эти определялись не величиной и достоинством зданий медресе, а размерами первоначального вклада (вакф) и удельным весом титула преподавателей (мударрисы), которые обосновывались в этих медресе. Вакуфные грамоты медресе впервые были исследованы М. Ю. Саиджановым.
По замыслу основателя, его медресе должно было быть самым масштабным в стольном городе — Бухаре. Для экономии средств и площади вместо поперечных дворовых айванов были устроены рядовые худжры (кельи). Здание традиционно было отделано от улицы невысоким каменным выступом — суфой, выступающим по всей длине фасада, а наружные помещения первого этажа служили для торговли, так как вдоль главного фасада медресе прежде проходила основная крытая торгово-ремесленная магистраль города. В этом медресе впервые обычно глухие боковые фасады были раскрыты наружу арочными лоджиями второго этажа. Это было сделано для того, чтобы оставить открытое место вокруг медресе.
В 1620—1622 годах по сторонам площади, расположенной южнее медресе Кукельдаш, высокопоставленный узбекский сановник Надир диванбеги выстроил на одной оси ханака, крупный хауз и медресе. В результате был создан ансамбль Ляби-хауз, где площадь с хаузом была застроена из трёх сторон, а открытой, не застроенной стороной была обращена к каналу Шахруд и к параллельной ей торговой улице.
Медресе функционировало вплоть до 1920-х годов. При Советской власти, в разные время в медресе Кукельдаш помещались офис М. В. Фрунзе (в зале бывшей учебной аудитории — дарсхана), Бухкомстариса, Бухарский музей и Областной архив.
22 июня 1927 года по рекомендации Б. П. Денике в медресе был открыт Бухарский музей. Известно, что на его открытие присутствовали заведующий Самаркандским музеем В. Л. Вяткин, В. А. Шишкин и другие известные представители Главнауки УзССР.

Памятник был деформирован в начале XX века. Отреставрирован в 1920-х годах при участии реставраторов К. С. Крюкова и А. Саломова: укреплены обрушивавшиеся кладки и переложены арки пештака (главного портала), вся аркада верхнего этажа на восточной стороне двора. Позже, сильно деформированный, падающий северный портал во дворе был подтянут на тросах. Его капитальный ремонт проведён в 1968 году, затем вокруг него был разбит скверик.

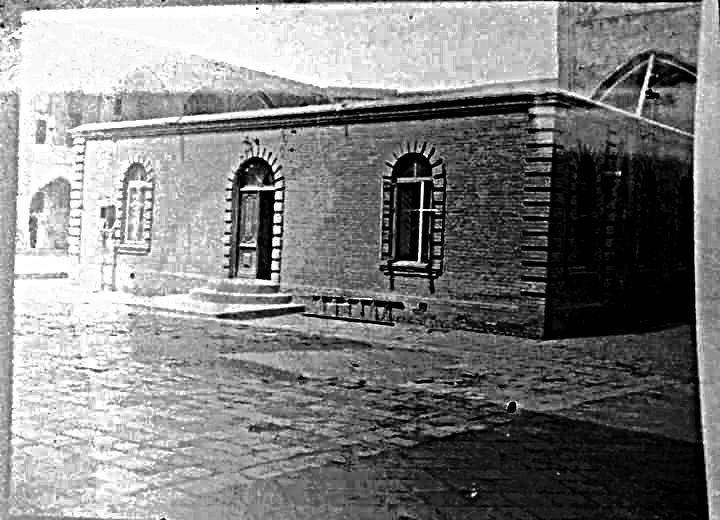
Постройка европейского стиля во дворе медресе Кукельдаш.

В 1929 году во дворе медресе была возведена, небольшая постройка европейского стиля, исследование, восстановление и реставрация которой были запланированы в 2020 году, но она было снесена задолго до срока выполнения этих мероприятий.
В 1988 году в медресе была организована экспозиция Бухарского музея-заповедника — Музей-худжра Садриддина Айни.

 
Как часть «Исторического центра города Бухара» в 1993 году медресе было внесено в список объектов всемирного наследия ЮНЕСКО. Намного позже оно было включено в «Национальный перечень объектов недвижимости материального культурного наследия Узбекистана» (составлен и утверждён в 2019 году). 
В настоящее время медресе является объектом туристического сервиса и показа. В северной части здания расположен мемориальный музей Садриддина Айни и Джалола Икрами.

## Архитектура
Среди монументальных зданий Бухары медресе занимают значительное место как по своей величине, так и по количеству и играют большую роль в общем облике города.
Медресе Кукельдаш входит в ансамбль зданий, расположенных на площади Ляби-хауз. Оно является самым крупным зданием медресе не только в Бухаре, но и в Средней Азии (площадь 86х69 метров). Медресе имеет мечеть, учебную аудиторию (дарсхана) и 160 больших и малых худжр, расположенных в два этажа по периметру двухайванного двора.
Архитектурная планировка медресе Кукельдаш отвечает установившейся обязательной традиции, но его формы, детали и декор разрабатываются с наивозможнейшими вариантами. Оно типичное сооружение времени Абдулла-хана II, претендующее на монументальность форм и на богатство архитектурного убранства. Усложнение планировки медресе особенно запечатлено в угловых узлах, где вокруг восьмигранных вестибюлей группируются радиально расположенные худжры.
В композиционном отношении медресе представляет большой интерес. При постройке медресе, зодчими была нарушена каноническая замкнутость боковых фасадов и его наружные стены, которые обычно бывают глухими, в данном случае имеют открытые балконы (лоджии) и покрыты орнаментацией. Западный наружный фасад медресе частично нарушает строгою симметрию всего здания, продолжая тему углубленных аркатур на уровне второго этажа.
Художественно-декоративная отделка медресе в целом скромна и сдержанна: решение главного и дворового фасадов медресе шаблонно, майоликовый декор скуден по колориту и мотивам и орнаментации. На строгом кирпичном фоне выделяются майоликовые вкраплины в тимпанах арок. Особенно были насыщены майоликой и кирпичной мозаикой дворовые порталы (айваны), на стенах которых сохранилось целые традиционные панно времён Абдулла-хана II. Их оформление выполнено скреплением ганчем, без применения клея и гвоздей. Рисунки плиток представляют растительный орнамент, выполненный в синих, зелёных и белых тонах.
Особенно развита планировка южной части медресе, где расположены главный фасад, обращённый к площади Ляби-хауз, вестибюль (мионхана), залы бывших мечети и учебной аудитории (дарсхана). Входной портал объединяет два крыла, замкнутые угловыми устоями — гульдаста. Особое внимание заслуживают парадные ворота. Их створки собраны из деревянных вставок, укреплены шипами без гвоздей и клея. Вставки покрыты мелким резным геральдическим орнаментом.
Интересны в конструктивном отношении декоративные своды мионханы, находящиеся за воротами. Мионхана состоит из купольных отсеков, который служит коридором для прохода во двор. Свод над мионханой имеет невысокую стрелу подъёма замысловатую картину отлитых из ганча рёбер. Последние образуют решётку щитовидных парусов, выведенных фигурной кирпичной кладкой с чёткой расшивкой белым раствором швов, формирующих нарастающие к вершине многогранника.

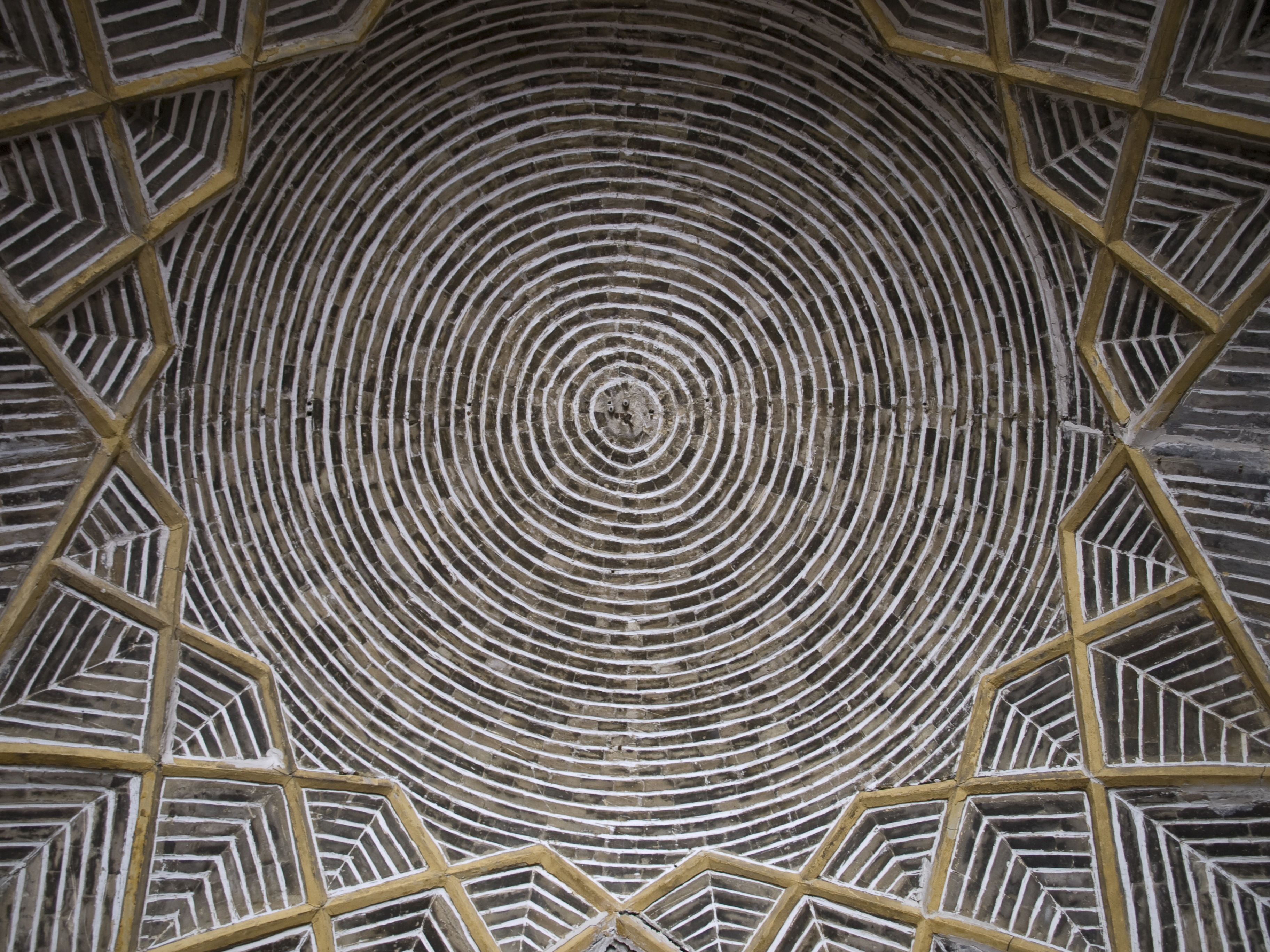
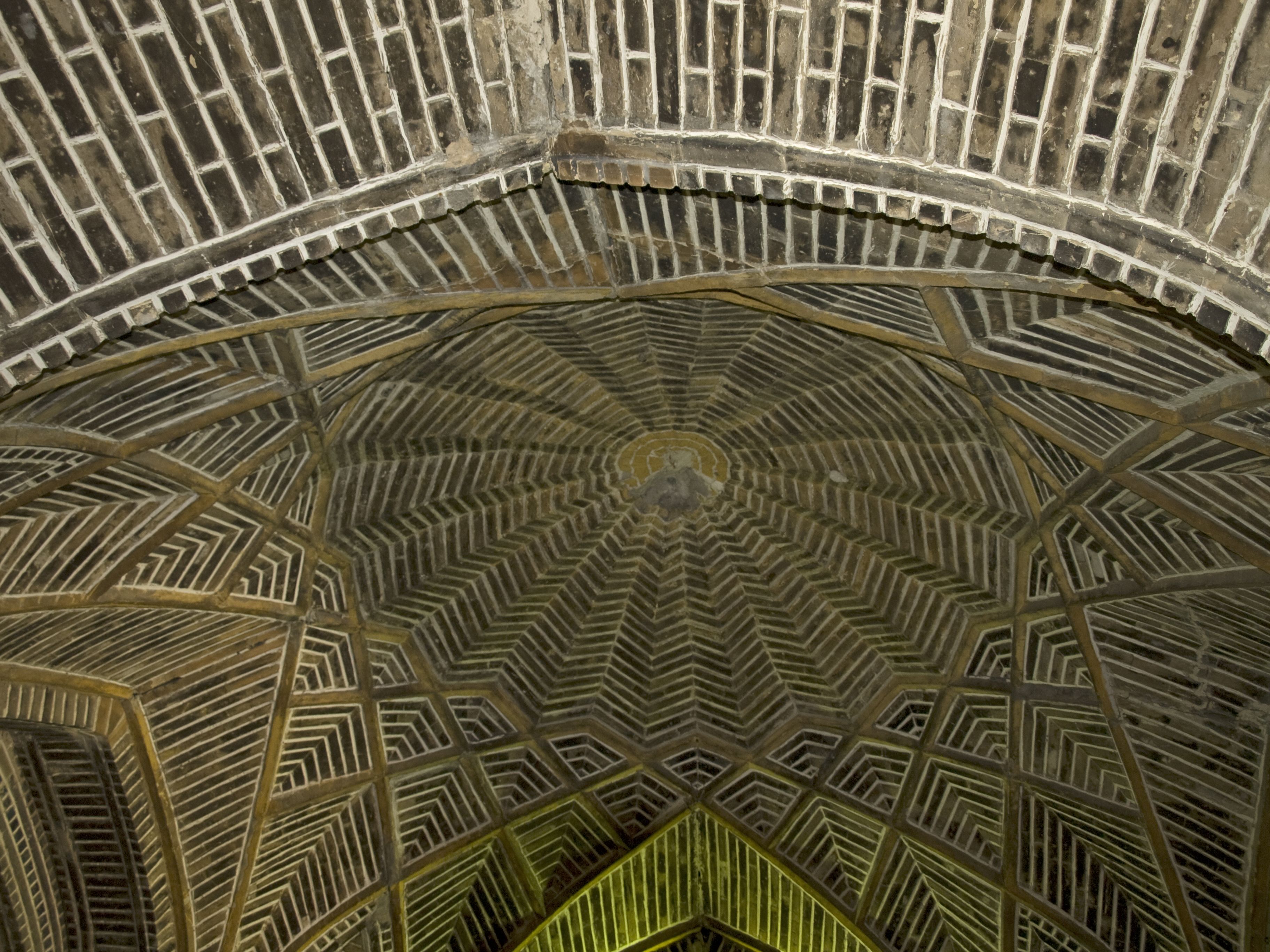
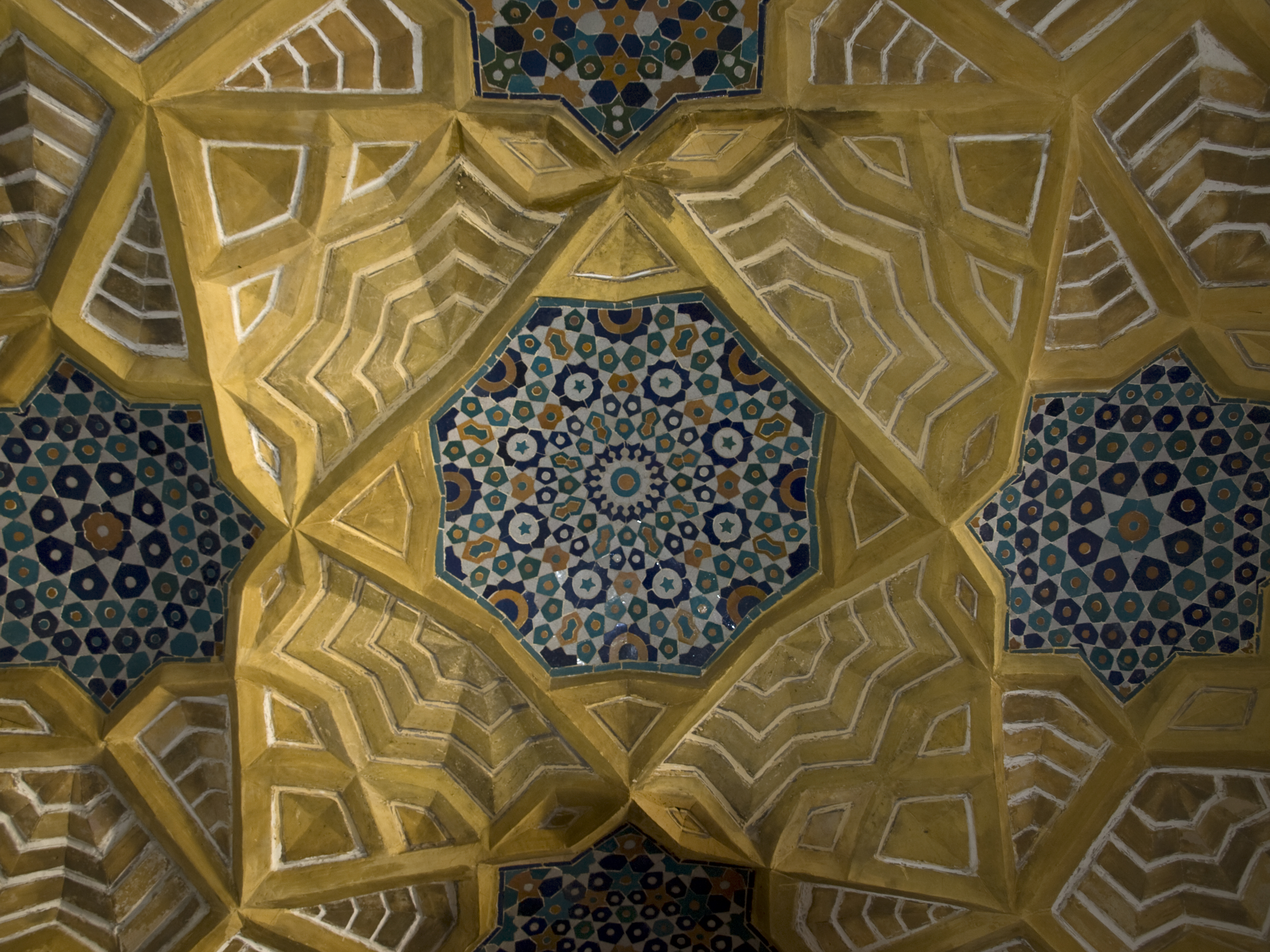

Лучшее, что сохранила архитектура медресе, — декоративное убранство двух основных залов: бывших мечети и учебной аудитории (дарсхана). Они сделаны в особом монохромном стиле, возникшем во второй половине XVI века, белого интерьера с геометрической логикой объёмов и строгой системой линий обнажённой конструкции. Западный зал являлся официальной мечетью при медресе, а в обычное время, как и восточный зал, служил учебной дарсханой. Мечеть и дарсхана традиционны по плану и объёмно-пространственному построению. В подкупольных конструкциях примечательны тонко очерченные сводчато-сталактитовые системы типа «ираки». В этих залах, литые ганчевые оболочки, рёбра перегиба которых отчёркнуты тёмной полосой, образуют систему необычайно лёгких, словно бы вздутых порывом ветра парусов и распалубок. Наружные купола залов были разрушены.
В медресе интерьер угловой аудитории имеет одно из лучших купольных решений. Четыре пересекающиеся арки обычно становились параллельно стенам; в Кукельдаше арки, повёрнутые на 45 градусов, вызвали изменение всех декоративных сводов, прикрывающих конструкцию. Получилось изящное, лёгкое, устремляющиеся вверх перекритие, не нуждающееся в дополнительной декорации.

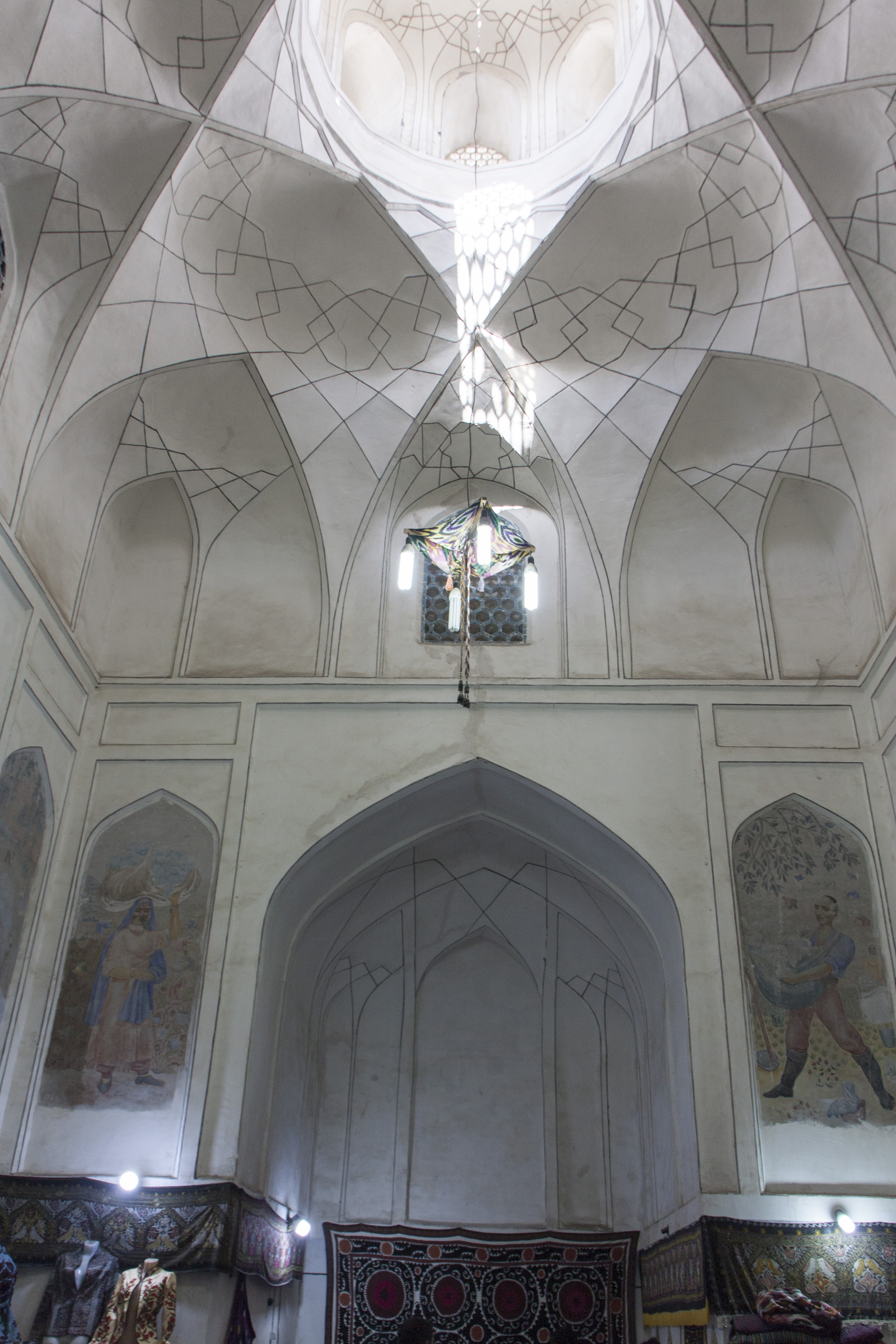
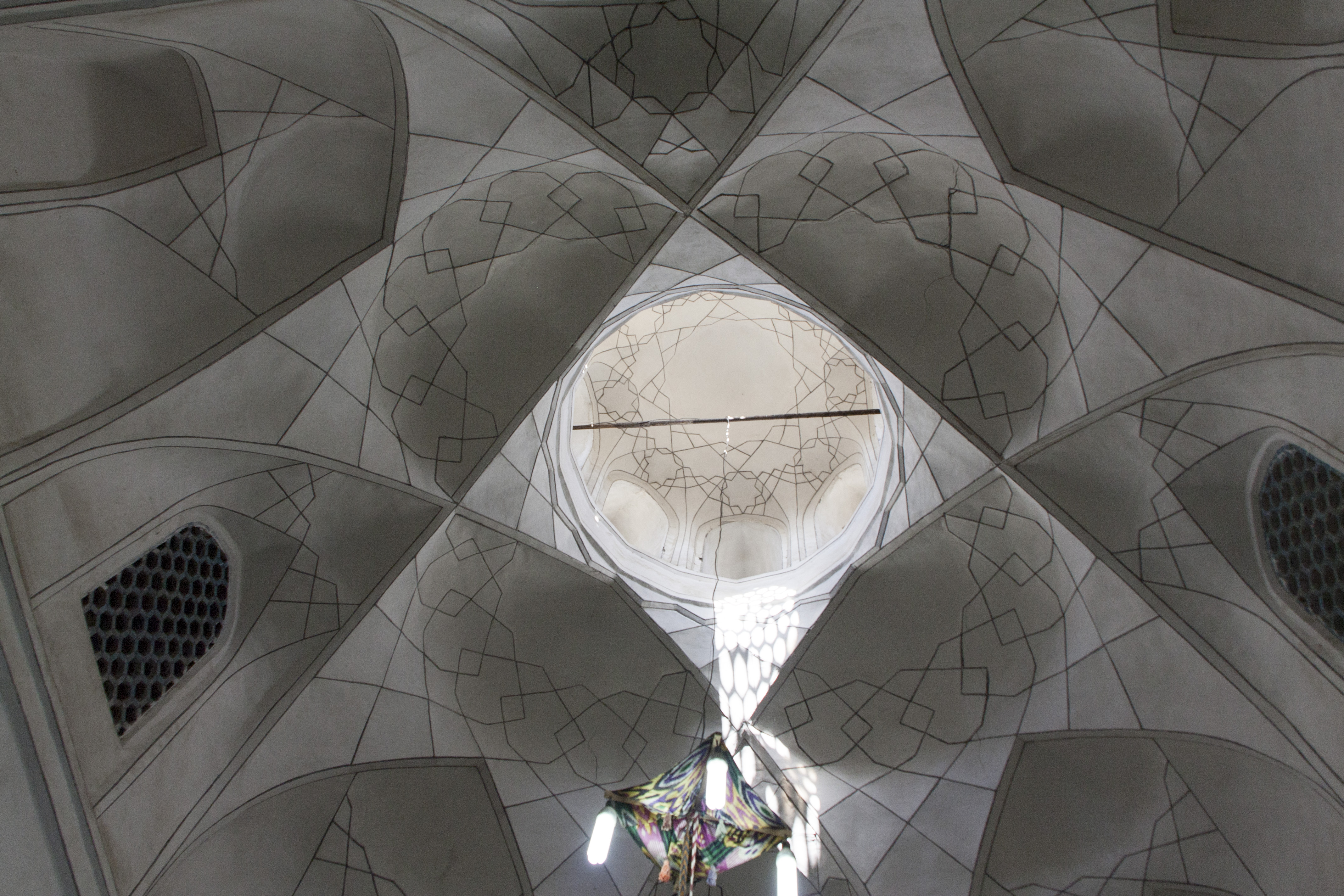

В интерьерах худжр медресе Кукельдаш сохранились надписи, выполненные из цветного ганча, заключённые в картуши.